# Hans Hofmann (Politiker, 1909)
Hans Hofmann (* 10. November 1909 in Remscheid; † 8. März 1954) war ein deutscher Politiker und Landtagsabgeordneter der Kommunistischen Partei Deutschlands.

## Leben und Beruf
Nach dem Besuch der Volksschule absolvierte er eine kaufmännische Ausbildung und war als Gewerkschaftssekretär tätig. Von 1948 bis 1950 war Hofmann Mitglied im Stadtrat der Stadt Remscheid und Bürgermeister als Vertreter des Oberbürgermeisters.
Vom 7. November 1949 bis zum 17. Juni 1950 und vom 1. Oktober 1952 bis zu seinem Tod am 8. März 1954 war Hofmann Mitglied des Landtags des Landes Nordrhein-Westfalen. Er rückte jeweils über die Reserveliste seiner Partei nach.